# Lichtenberg (Bawaria)
Lichtenberg – miasto w Niemczech, w kraju związkowym Bawaria, w rejencji Górna Frankonia, w regionie Oberfranken-Ost, w powiecie Hof, siedziba wspólnoty administracyjnej Lichtenberg. Leży w Lesie Frankońskim, nad rzeką Selbitz, przy granicy z Turyngią
Miasto położone jest 20 km na północny zachód od Hof i 48 km na północ od Bayreuth.

## Historia
W roku 1618 Lichtenberg nabył kasztelan wileński Janusz Radziwiłł (Państwo Lichtenberg).

## Demografia
- 1840 - 989
- 1871 - 832
- 1900 - 961
- 1925 - 978
- 1939 - 949
- 1950 - 1.481
- 1960 - 1.259
- 1970 - 1.281
- 1980 - 1.142
- 1990 - 1.168
- 2000 - 1.199
- 2004 - 1.160

## Współpraca

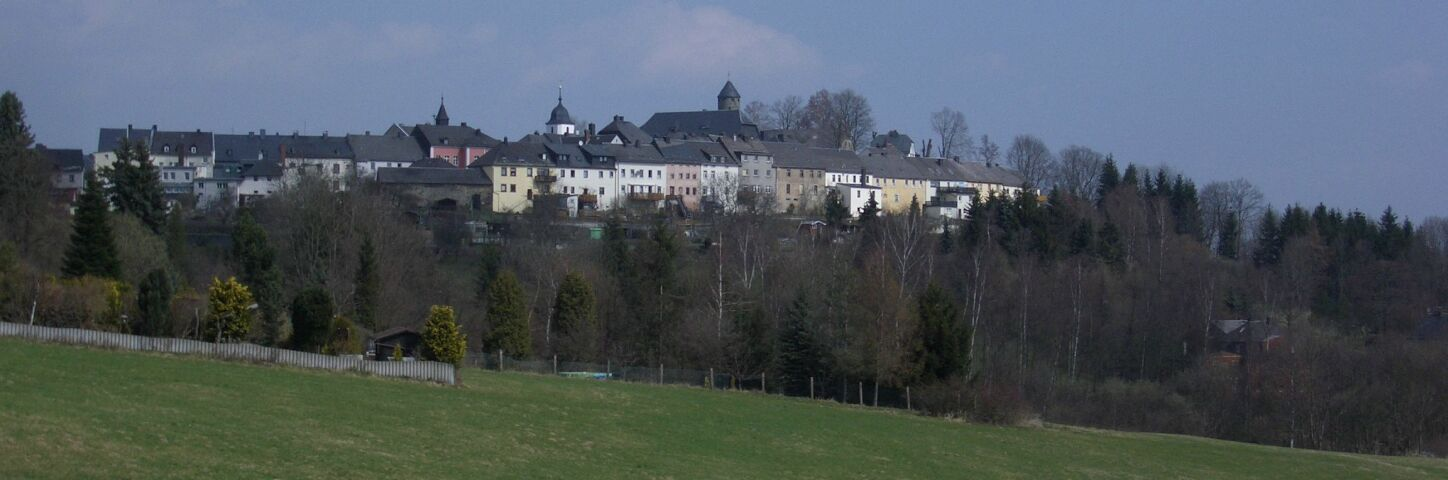
Lichtenberg

Miejscowość partnerska:
- Lichtenberg, Austria